# 32 Pomona
Pomona (asteroide 32) é um asteroide da cintura principal com um diâmetro de 80,76 quilómetros, a 2,37311072 UA. Possui uma excentricidade de 0,08299776 e um período orbital de 1 520,58 dias (4,16 anos).
Pomona tem uma velocidade orbital média de 18,51479651 km/s e uma inclinação de 5,53062471º.
Esse asteroide foi descoberto em 26 de Outubro de 1854 por Hermann Goldschmidt.
Foi batizado em honra de Pomona, a deusa romana das frutas, dos jardins e dos pomares.